# Kapuzinerkloster Ochsenfurt
Das Kapuzinerkloster Ochsenfurt war ein Kloster der Kapuziner in Ochsenfurt.

## Geschichte
Ab 1644 betrieben die Patres Hieronymus und Kasimir von Haslang die Gründung eines Klosters. Im Jahr 1646 bat die Stadt beim Kapuzinergeneral Pater Innocentius in München formell um die Gründung eines Klosters. 1664 erlaubte Fürstbischof Johann Philipp von Schönborn den Baubeginn des Klosters. Am 16. Oktober 1667 wurde die Kapuzinerkirche zu Ehren des hl. Burkard und des hl. Antonius geweiht. 18 Ordenspriester und Brüder wirkten als Prediger in der Seelsorge von Ochsenfurt und Umgebung. In der Säkularisation von 1803 wurde das Kloster nicht aufgehoben. Gegen den erklärten Widerstand der Bevölkerung verfügte aber der bayerische König Ludwig I. mit Dekreten von 1826 und 1828 die Auflösung.
Die Liegenschaften des Klosters wurden 1829 von der Stadt Ochsenfurt erworben, die dort ab 1835 Pfründer des Spitals unterbrachte.
1973 wurde das Kloster abgerissen und auf dem Gelände das Seniorenheim Haus Franziskus errichtet. Vom Kloster sind noch der Kreuzgang und die Kirche erhalten.